# Herb obwodu zaporoskiego

Herb obwodu zaporoskiego

Herb obwodu zaporoskiego przedstawia w polu czerwonym (malinowym) złotą postać Kozaka z szablą przy boku i muszkietem na ramieniu. Za tarczą znajduje się buława w słup, skrzyżowane buzdygan z buńczukiem i złote bębny. Wszystko to przeplecione jest błękitną wstęgą z nazwą obwodu w języku ukraińskim.
Herb przyjęty został 27 lipca 2001 roku.
Herb obwodu nawiązuje do herbu wojska zaporoskiego z połowy XVII wieku.